# جيس فان هال
جيس فان هال (بالهولندية: Gijs van Hall)‏ هو مقاوم وسياسي هولندي، ولد في 21 أبريل 1904 في أمستردام في هولندا، وتوفي بنفس المكان في 22 مايو 1977. حزبياً، نشط في حزب العمل. وقد انتخب عضو مجلس الشيوخ في هولندا وانتخب عمدة حكومة أمستردام (1957 – 1967).